# 黄根成
黄根成（Wong Kan Seng，1946年—），新加坡华裔，祖籍广东中山。

## 生平
曾任新加坡副总理兼内政部长。人民行动党第一助理秘书长。碧山-大芭窑集选区国会议员。
黄根成于1970年毕业当年新加坡大学(现为新加坡国立大学)。1984年12月当选为国会议员，后在1988年、1991年、1997年,2001年及2006年的大选中继续当选。2011大选后没有入阁。
1985年2月任新加坡内政部政务部长兼社会发展部政务部长兼新闻及艺术部长政务部长。1987年-1991年任社会发展部长兼第二内政部长。2005年担任副总理兼内政部长。黄根成也是国会领袖。黄根成已婚，育有2男。
| 官衔              | 官衔                                              | 官衔            |
| ----------------- | ------------------------------------------------- | --------------- |
| 前任者： 陳慶炎   | 新加坡副總理 2005 - 2011                          | 繼任者： 尚达曼 |
| 前任者： 贾古玛   | 國家安全統籌部長 2010-2011                        | 繼任者： 張志賢 |
| 前任者： 贾古玛   | 新加坡內政部長 1988-1994                          | 繼任者： 贾古玛 |
| 前任者： 丹那巴南 | 新加坡外交部长 1988-1994                          | 繼任者： 贾古玛 |
| 前任者： 丹那巴南 | 新加坡社会发展部長 1986年2月18日 – 1986年12月31日 | 繼任者： 薛爱美 |